# マキン・アイランド (強襲揚陸艦)
マキン・アイランド（英語: USS Makin Island, LHD-8）は、アメリカ海軍の強襲揚陸艦であり、ワスプ級強襲揚陸艦の8番艦である。艦名は太平洋戦争における激戦地、マキン島にちなむ。
2004年2月14日にミシシッピ州のパスカグーラにあるインガルス造船所で起工した。同艦は2006年9月に進水し、2009年10月24日にサンディエゴで就役した。

## 主要変更点
マキン・アイランドはそれまでのワスプ級姉妹艦と異なり、多様な新技術を取り入れた。

### 機関
艦の主機関をガスタービンに変更し、低速航行時には電動機で推進するハイブリッド型を採用した。ハイブリッド型を採用した艦艇の就役はアメリカ軍初である。
- 主機関を従来の蒸気タービンエンジンからガスタービンエンジンに変更[1][2]
  - GE製LM2500+（定格出力:35,000hp、最大出力:40,500hp）×2
- 補助推進システム（Auxiliary propulsion system, APS）の追加
  - フェアバンクスME製ディーゼル発電機（4,000kW）×6
  - 補助電動機 5,000hp×2
- 新たな機関管制システム

ガスタービン機関と電動機による補助推進システム（APS）を組み合わせた推進機関への変更によって、従来の蒸気を動力とした艦に比べて燃料消費量は若干増すが、操作人員と維持費といった機関関連コスト全体の低廉化が考えられている。ガスタービンエンジン特有の低速航行時での燃料消費量の悪化を、最大速度12ノット程度まで出せる推進力を備えるAPSの使用によって補う予定である。従来艦では艦内電力を発電していた2,500kW蒸気タービン発電機×5基は撤去され、全ての艦内電力は6基のAPSのディーゼル発電機より供給され、総発電能力は従来の1万4千kWから2万4千kWまたはそれ以上へと強化されている。
2012年までの運用実績においては、全航行時間の70-75%が補助推進システム（APS）での推進であり、蒸気タービン推進の1-7番艦では35,000-40,000ガロン/日の燃料を消費するのに対し、本艦は15,000ガロン程度となり、退役までに他艦と比べて2億5,000万ドル以上の節約になると推定されている。

### その他
- 水霧防火システム
- 高度な指揮管制・戦闘コントロールシステム
- 満載排水量が40,650トンから41,335トンへ増加[2]

## ハリケーンによる破損
ハリケーン・カトリーナの余波で、アメリカ海軍はインガルス造船所で建造中のアーレイ・バーク級ミサイル駆逐艦2隻の損害を発表した。マキン・アイランドも同様にハリケーンによる破損が確認された。